# Opernball (1956)
Opernball ist eine österreichische Verwechslungskomödie von Ernst Marischka aus dem Jahr 1956.

## Handlung
In Wien ist Opernball und so treffen die unterschiedlichsten Männer mit unterschiedlichsten Ausreden in Wien bei Georg Dannhauser ein, um unbemerkt von ihren Frauen am Ball teilnehmen zu können. Paul Hollinger ist mit seiner Frau Helene zu seinem Freund Georg gekommen und gibt vor, geschäftlich in der Stadt zu tun zu haben. Eduard von Lamberg, der Onkel Georgs, hat eine Krankheit vorgetäuscht um in Wien einen Arzt aufsuchen zu können, will in Wirklichkeit die Zeit jedoch für den Ball nutzen. Und auch Georg selbst will Arbeit vortäuschen, da seine heimlichen Geliebte Mizzi mit ihm am Ball teilnehmen will.
Da Mizzi jedoch ständig in der Villa anruft, ahnt Georgs Frau Elisabeth, dass ihr Mann eine Affäre hat. Mit Pauls Frau Helene schmiedet sie einen Plan: Beide schreiben dem Gatten der jeweils anderen einen anonymen Brief, in dem sie sich mit ihnen auf dem Ball verabreden. Kennzeichen ist ein rosafarbenes Kleid. Kommen beide zum Ball und zum verabredeten Treffpunkt, wissen beide Frauen, dass ihre Männer ihnen untreu sind. Georg jedoch wird von seinem Diener gewarnt, dass die Frauen sie reinlegen wollen, und will nun seinerseits seine Frau hereinlegen, zumal er sowieso mit dem Dienstmädchen Hanni Paul einen Streich spielen wollte. Paul hatte Georg einst mit einer vermeintlichen Edeldame verkuppeln wollen, die sich als einfaches Mädchen entpuppte. Er tönte, dass ihm ein solcher Fehler nie passieren würde, und so möchte Georg, dass sein Dienstmädchen Hanni einen Brief an Paul schreibt und sich mit ihm zum Opernball verabredet – Kennzeichen: rosafarbenes Kleid. Hanni jedoch entscheidet sich, den Brief lieber an den Komponisten Richard Stelzer zu schreiben. Der ist der frühere Freund von Helene und weilt zur Arbeit in Wien.
Georg bereitet in der Oper alles vor. Zu Mizzi schickt er als Vertretung seinen Onkel Eduard. Georg organisiert eine Loge für Paul, den er zusammen mit Hanni glaubt. In Wirklichkeit ist Elisabeth -in Maske- bei ihm. Helene ist enttäuscht, als sie die zwei in eine Loge verschwinden sieht. Richard trifft auf sie, beide ziehen sich zurück. Georg trifft auf die verschleierte Hanni, die zuvor die Ballgarderobe vertauscht hat, hält sie für seine Frau und geht mit ihr in seine Loge.
Oberkellner Anton Hatschek bringt Georg stets die aktuellen Neuigkeiten aus den beiden Logen und Georg animiert ihn dazu, Paul einen Tokajer zu geben, der ihn lockerer machen soll. Er will eine Affäre von Paul und der vermeintlichen Hanni forcieren, muss jedoch erkennen, dass Hanni bei ihm in seiner Loge sitzt. Gerade als diese ihn sehr lebhaft umarmt wirft Elisabeth einen Blick in Georgs Loge und hält Hanni für Helene. Elisabeth gibt sich nun Paul hin. Die beschwipste Frau Eduards, Hermine, trifft schließlich im Hotel auf Richard und Helene, welche sie sofort nach Hause schickt. Dann tanzt und singt sie Stelzer vor.
Georg muss erkennen, dass Paul mit Elisabeth zusammen war und fordert ihn zum Duell. Eduard wiederum erwischt Hermine mit Richard und fordert den Musiker zum Duell. Während Philipp die Pistolen putzt, erfährt Elisabeth von Hanni, dass sie und nicht Helene bei Georg war und ihn betrunken geküsst hat. Elisabeth und Helene söhnen sich aus und eilen nun ins Hotel Sacher, wo sie die Duelle verhindern. Im nächsten Jahr wiederum treffen sich alle beim Opernball wieder.

## Produktion
Opernball beruht auf Motiven der Operette Der Opernball von Richard Heuberger. Verschiedene Lieder sind im Film zu hören, darunter Heute ist Karneval, Komm’ mit mir ins chambre séparée und Wenn ich träume, träum ich nur von dir. Der Film erlebte am 30. August 1956 im Stuttgarter Gloria seine Premiere.
Géza von Bolváry inszenierte bereits eine Filmversion dieser Operette, Opernball (1939). Schon damals hatte Ernst Marischka das Drehbuch geschrieben.
In dieser Neuauflage übernahmen Theo Lingen und Hans Moser erneut ihre bereits 1939 gespielten Rollen. Weiters versammelte Filmregisseur Franz Marischka die Avantgarde des deutschen Tonfilms von Hertha Feiler bis hin zu Johannes Heesters, Sonja Ziemann und Adrian Hoven. Die Neuverfilmung wurde in Farbe gedreht und hatte eine Vorführdauer von 107 Minuten, in der geschnittenen Version von 95 Minuten. Das Seitenverhältnis betrug 1:37.

## Nachwirkung
Bis Ende der 1990er-Jahre galt der Streifen als verschollen. Dann fand sich durch Zufall eine Positivkopie in einem abbruchreifen Münchner Wohnhaus sowie in weiterer Folge eine längst verloren geglaubte Negativkopie im Österreichischen Filmmuseum. Die Kirch-Gruppe ließ den Film von der unternehmenseigenen Taurus-Filmgesellschaft in fünfmonatiger Detailarbeit aufwendig digital restaurieren, die Kosten beliefen sich auf rund 50.000 Euro. Der völlig wiederhergestellte Film wurde am 18. Februar 1998 erstmals im Fernsehen (ORF2) ausgestrahlt.

## Kritik
Der film-dienst schrieb: „Das amouröse Durcheinander ist diesmal eher steif inszeniert. Trotz populärer Darsteller entwickelt der Film keinen Charme.“